# Reževskij rajon
Il Reževskij rajon (in russo Режевский район?) è un distretto nell'oblast' di Sverdlovsk, in Russia. Dal punto di vista della struttura amministrativo-territoriale della regione, il rajon si trova entro i confini del distretto urbano Reževskij (Режевской городской округ, Reževskoj gorodskoj okrug). Il centro amministrativo è la città di Rež. 
La principale arteria d'acqua del distretto è il fiume Rež, che ha dato il nome alla città e al distretto.